# Карсаковка 1-а
Карса́ковка 1-а (рос. Карсаковка 1-я, ерз. Карсаковка Первая) — присілок у складі Чамзінського району Мордовії, Росія. Входить до складу Апраксінського сільського поселення.

## Населення
Населення — 5 осіб (2010; 7 у 2002).
Національний склад (станом на 2002 рік):
- росіяни — 71 %
- мордва — 29 %